# افتر د بریال
افتر د بریال (انگلیسی: After the Burial) یک گروه پراگرسیو متال آمریکایی از مینیاپولیس، مینه‌سوتا است. آنها در حال حاضر با سومرین رکوردز قرارداد بسته‌اند و پنج آلبوم از شش آلبوم کامل خود را از طریق این ناشر موسیقی منتشر کرده‌اند.